# 埃赫阿-德洛斯卡瓦列罗斯
埃赫阿-德洛斯卡瓦列罗斯，是西班牙阿拉贡自治区萨拉戈萨省的一个市镇。 总面积610平方公里，总人口16048人（2001年），人口密度26人/平方公里。

## 友好城市
- 法國 马尔芒德